# Pycnora
Pycnora Hafellner (pykniczka) – rodzaj grzybów z rodziny Pycnoraceae. Należą do niego 4 gatunki, w Polsce występują trzy. Ze względu na współżycie z glonami zaliczany jest do grupy porostów.

## Systematyka i nazewnictwo
Pozycja w klasyfikacji według Index Fungorum: Pycnoraceae, Candelariales, Candelariomycetidae, Candelariomycetes, Pezizomycotina, Ascomycota, Fungi.
Nazwa polska według W. Fałtynowicza.

## Gatunki
- Pycnora leucococca (R. Sant.) R. Sant. 2004
- Pycnora praestabilis (Nyl.) Hafellner 2001 – pykniczka rozmyta
- Pycnora sorophora (Vain.) Hafellner 2001 – pykniczka sorediowata
- Pycnora xanthococca (Sommerf.) Hafellner 2001– pykniczka limbowa

Nazwy naukowe na podstawie Index Fungorum. Nazwy polskie według W. Fałtynowicza.